# North Bend (Nebraska)
North Bend é uma cidade localizada no estado americano de Nebraska, no Condado de Dodge.

## Demografia
Segundo o censo americano de 2000, a sua população era de 1213 habitantes.
Em 2006, foi estimada uma população de 1220, um aumento de 7 (0.6%).

## Geografia
De acordo com o United States Census Bureau, a localidade tem uma área de 2,0 km², sem área coberta por água. North Bend localiza-se a aproximadamente 388 m acima do nível do mar.

## Localidades na vizinhança
O diagrama seguinte representa as localidades num raio de 20 km ao redor de North Bend.